# 馬震昆
馬震昆，湖南人，中国近代政治人物。
民国10年（1921年），擔任中华民国遵义府婺川縣縣長。后由呂閣光接任。